# Modrá
Modrá (básnicky modř) je jedna ze základních barev barevného spektra, je to barva monochromatického světla o vlnové délce zhruba 470 nm.
Modrá barva patří mezi základní barvy při aditivním míchání (viz RGB), jejím doplňkem je žlutá. V západní kultuře je modrá vnímána jako studená barva.

## Pojem modré

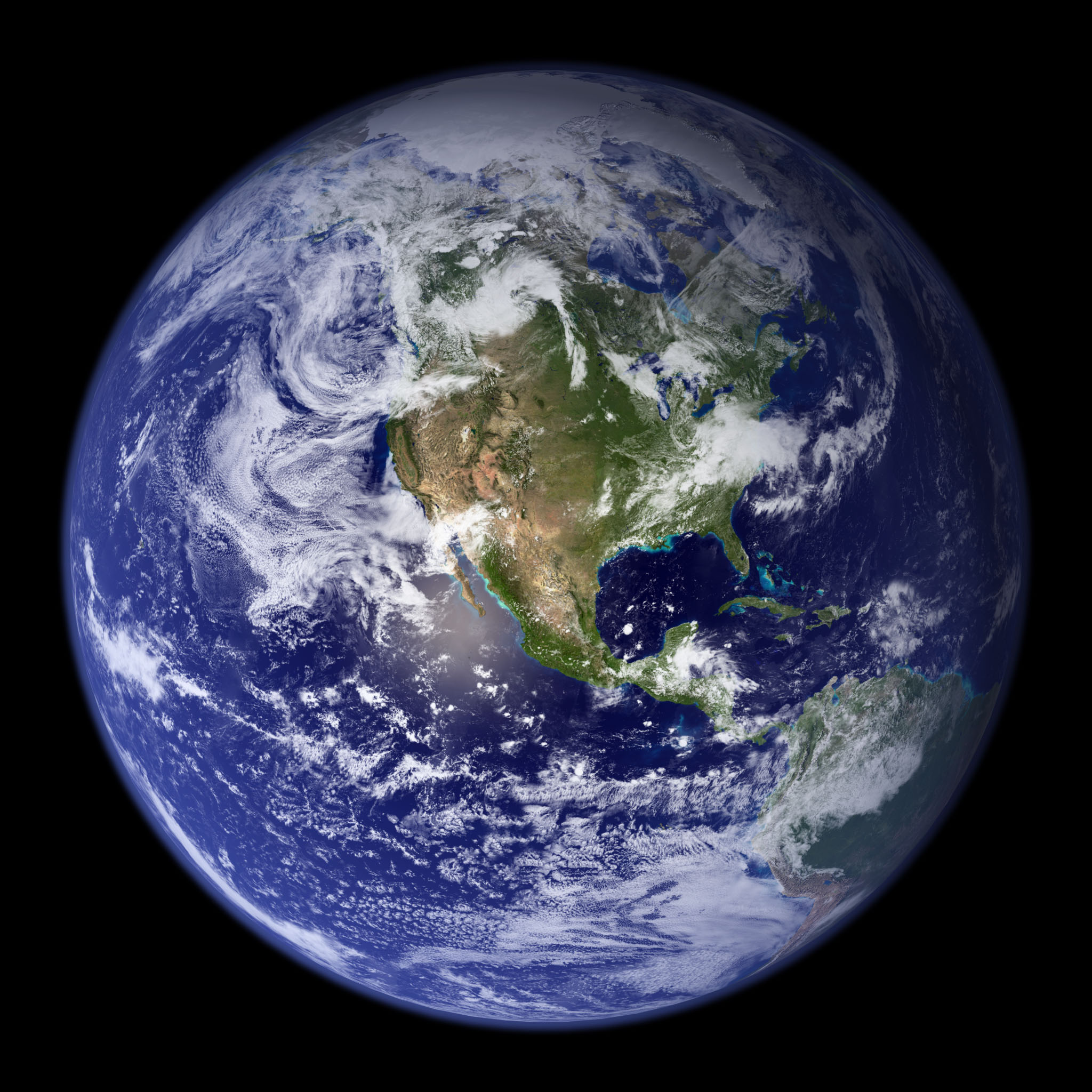
Země, „modrá planeta“

Ačkoliv je modrá barva v češtině barvou základní a jasně definovanou, není tomu tak ve všech jazycích. Existuje také mnoho jazyků, které ji nerozlišují od zelené, taková barva je někdy označována výrazem grue, z anglického green „zelená“ a blue „modrá“. V menším počtu jazyků pak také existují výrazy v kterých existuje jediný výraz pro modrou/zelenou/černou, modrou/černou nebo modrou/zelenou/žlutou. Takové kompozitní termíny odráží vývoj výrazů pro základní barvy který popsal antropolog Brent Berlin a lingvista Paul Kay v jejich díle Basic Color Terms: Their Universality and Evolution z roku 1969. Podle jejich modelu se v jazyce objevuje modrá až jako šestý základní výraz pro barvu a do té doby jsou různé odstíny modré směšovány s jinými barvami, typicky zelenou. Pro modrozelenou a její různé odstíny také existují zvláštní výrazy jako cyan, aqua, tyrkysová, kachní modř a další. Některé jazyky, jako například ruština, naopak namísto modré jako jedné základní barvy mají více základních barev. 

### Modrá v češtině
Etymologie českého slova modrý je nejistá. Má své protějšky ve většině západoslovanských a jihoslovanských jazyků: slovenské modrý, polské a hornolužické módry, dolnolužické modry, slovinské moder,  srbochorvatské mȍdar a bulharské modǎr, nikoliv však v jazycích východoslovanských, praslovanský výraz může být rekonstruován jako *modrъ. Jiří Rejzek uvažuje o výkladu z praindoevropského *mad- „mokrý, stékat“, z toho snad mohou být odvozeny i výrazy jako latinské madēre „být mokrý“, starořecké μαδάω (madáō) „pouštět vláhu, tát“ nebo védské मदिर madira „opojný“.
Výraz blankyt, respektive blankytný, je doložen již ve staročeštině a vychází z něj slovenské blankyt a polské błękit, z kterého zase ukrajinské bljakit či блаки́т (blakit). Jan Gebauer toto slovo vyložil ze středolatinského blanketus „tkanina bílé barvy“.
Dalším výrazem je siný „modrý“, který se v moderní češtiny objevuje pod vlivem díla Josefa Jungmanna, kterýho převzal od humanistických autorů jako Pontanus a Rosa . V lidové řeči se zachovalo pouze v laštině, kde znamená „namodralý“. Je spojena především s bledostí vyvolanou strachem či blízkosti smrti, ale v laštině a slovenštině je užíváno  také v souvislosti s modřinami, sinokvet je pak slovensky chrpa modrá a v ruštině je синий (sinij) „tmavomodrý, indigový“ tradiční přívlastek moře. Původ výrazu není jistý, ale určitě souvisí se sivý. Tento výraz je pak užíván v laštině ve smyslu „šedý“, na Moravě pro barvu modrých očí, a má své protějšky ve většině slovanských jazyků jako slovo pro šedou barvu. Příbuzné je i litevské šývas „světle šedý“, ale další etymologie výrazu je neznámá.

### Modrá v dalších jazycích
V germánských jazycích, ale také ve francouzštině a italštině, je výraz pro modrou odvozen z pragermánského *blæwaz, to zase z praindoevropského *bʰlh1wós a to 
z kořene *bhelh1 „bílý“.
K dalším příkladům označení pro modrou v indoevropských jazycích patří:
- irské glass, z praindoevropského kořene *ghel „zářit“ označuje modrou i zelenou, především pak barvu moře[6]
- klasická latina znala řadu výrazů které mohou být v určitých kontextech přeloženy jako modrá: caeruleus, ceasius, glaucus, cyaneus, lividus, venetus, aerius a ferreus. Nejběžnějším z nich bylo slovo caeruleus, které je zpravidla spojováno s caelum „nebe, obloha“,[7] ale Michela Pastoreauau vychází z cerus „vosk“ a mohlo původně znamenat celou škálu odstínů: bílou, hnědou, žlutou i zelenou. V každém případě žádné z klasických slov spojovaných s modrou se neprosadilo v pozdějších románských jazyků, namísto toho se uchytil výraz germánský (francouzské bleu, italské blu) a přes arabštinu perský (španělské a portugalské azul, italské azzuro, z perského lažvard „lapis lazuli“).[8]
- klasický sanskrt a hindština zná výraz níla ve významu „tmavomodrý. To se přes arabštinu a francouzštinu dostalo do angličtiny a dalo vzniknout lila „šeřík, šeříkově modrý“.[9] Význam níla ve védském sanskrtu je ale nejistý a toto slovo v nejstarších dobách mohlo znamenat prostě „tmavý“.[10]
- staroanglické hæwen znamená „modrý, šedý“ a je odvozeno z výrazu pro jinovatku[6]
- staroseverské blár, vychází stejně jako anglické blue, z pragermánského *blæwaz, znamená kromě „modrý“, také „tmavý, černý, snědý“, dodnes například v norštině blåmann „černoch“[11][6]
- středohornoněmecké bla,stejného původu jako anglické blue, znamená kromě „modrý“, také „žlutý“[6]

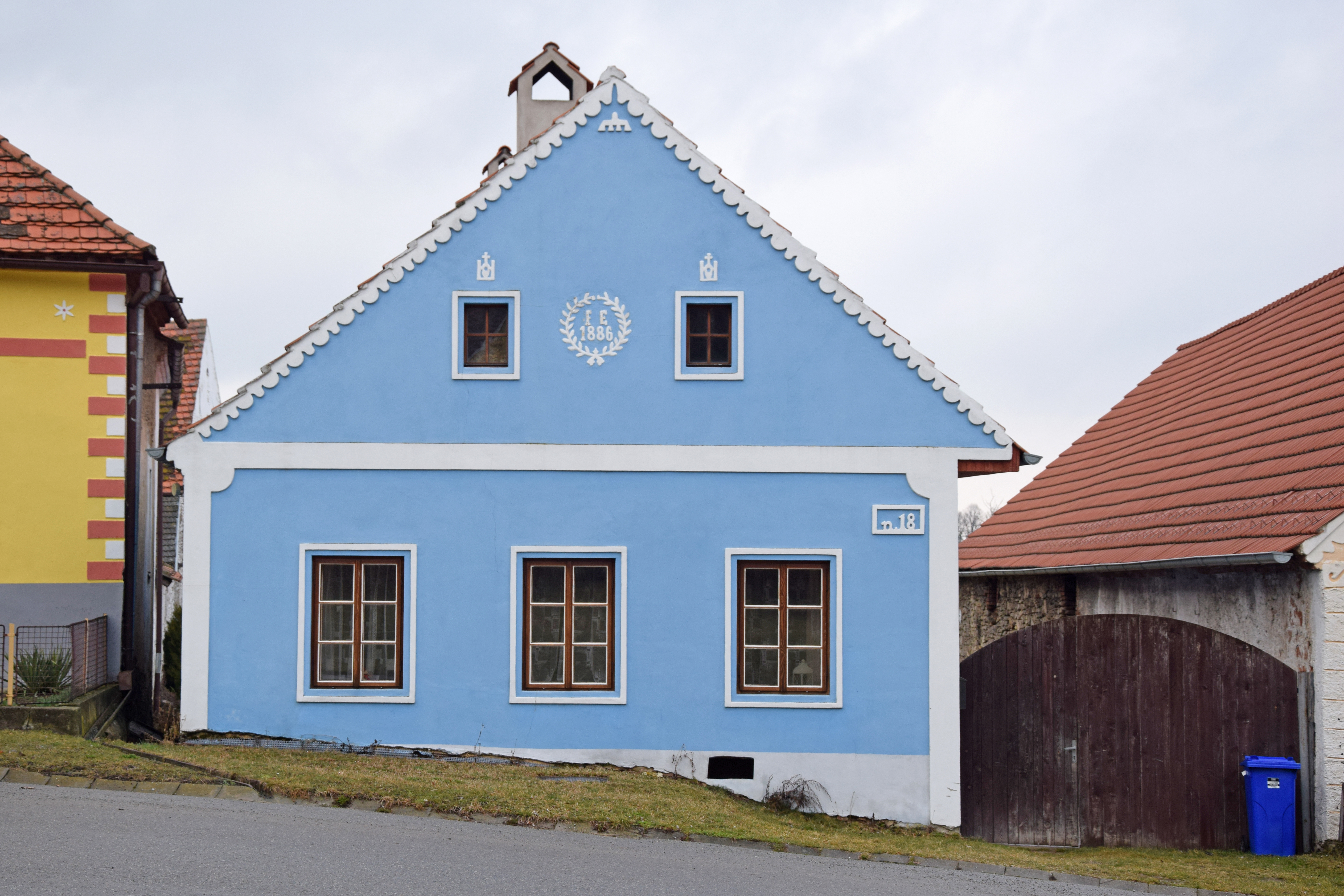
Modrý venkovský dům jihočeských Dobčicích

Mimo indoevropské jazyky také nalezneme nejasné užití výrazu pro modrou:
- čínské 青 (čching/qīng) může v závislosti na kontextu označovat modrou, zelenou nebo černou, případně i další skutečnosti, odkazuje například na bezmračnost oblohy.[12]
- japonský výraz aoi zahrnuje jak modrou tak zelenou, je používán například při popisu barvy vegetace, zvláštní výraz pro zelenou – midori, se ve větší míře rozšířil až po druhé světové válce.[13]
- slovo tchelet používané v biblické hebrejštině pro barvivo z určitého mořského živočicha, snad ostranky, může podle některých výkladů znamenat „sytě modrý, tmavě modrý“. Michael Pastoureau však upozorňuje že žádný z měkkýšů užívaných na barvení látek ve východním Středomoří nedával stabilní, určitou, barvu a výraz tak nemůže označovat exkluzivně modrou.[8]

## Dějiny a symbolika
Modrá patří k barvám, které začaly být v umění používány nejpozději. Například v paleolitických malbách stejně jako zelená chybí, a ještě ve starověku byly jako základní barvy chápány bílá, červená a černá. Symbolický význam modré byl velmi slabý, pokud byla vůbec vnímána jako samostatná barva. Ve starověké Evropě navíc byly možnosti výroby kvalitní modři omezené. Bylo možné užít nevýraznou borytovou barvu či drahé, dovážené indigo. Stará řečtina a latina tak například nemá slovo, které by označovalo výhradně modrou barvu. Až ve 13. století začala modrá soupeřit s "aristokratickou" a "královskou" červenou barvou, o pozici nejprestižnější barvy. Později v rámci protestantské reformace začala být chápána jako barva morální a důstojná, až se nakonec v období romantismu stala nejoblíbenější barvou.
Na počátku 21. století byla modrá v západní Evropě a ve Spojených státech s velkým náskokem nejoblíbenější barvou (cca 50 % dotázaných), přičemž byla následována zelenou (pod 20 %), bílou a červenou (obě kolem 8 %) a až poté ostatními barvami. Odlišná je situace u dětí do deseti let, ty mají v největší oblibě červenou a poté zelenou a modrou. Naproti tomu pohlaví na oblibu barev výraznější vliv nemá. Tyto údaje však neplatí například pro Španělsko a latinskoamerické země, kde je pořadí oblíbenosti červená, žlutá a modrá, nebo pro Japonsko, kde je pořadí bílá, černá, červená.
Přes svoji oblibu, či právě naopak kvůli ní, má modrá v západní kultuře, například oproti červené, zelené, bílé a černé, jen malý symbolický význam. Zároveň je také barvou, kterou lidé nejméně nesnáší. Lze jí tak chápat jako barvu neutrální, mírnou a nešokující. Přesto vykazuje určitou symbolickou hodnotu: je spojována se sny a melancholií (Novalisův Modrý květ) a je vnímána jako uklidňující, proto se používá v nemocnicích a na uklidňující léky. Taktéž je spojována s dovoleným chováním: například na dopravních značkách, nebo s politickou umírněností. Je například barvou OSN („modré přilby“), UNESCO nebo Evropské unie. Toto chápání modré má své kořeny již ve středověké symbolice barev, prosadilo se však až v době romantismu. Ačkoliv je modrá barva chápána jako studená, jako barva vody a chladu, byla dlouho chápána jako barva teplá, či dokonce nejteplejší ze všech. Odklon od tohoto pojetí začal až v 17. století a byl dokončen až v 19. století. Barvou vody byla až do 15. století zelená, která postupně předávala své místo právě modré.

### Příroda

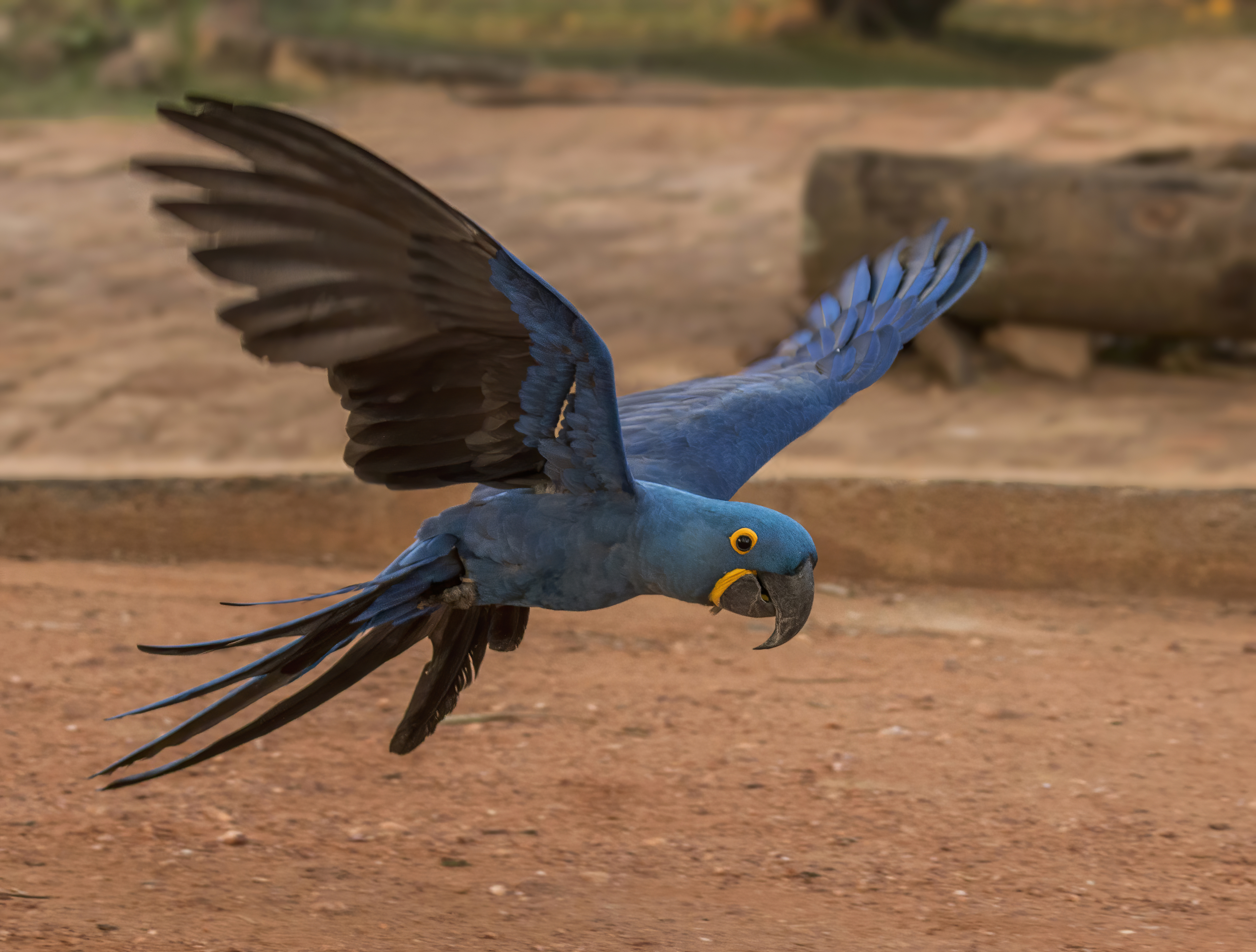
Ara hyacintový, známý svým modrým zbarvením

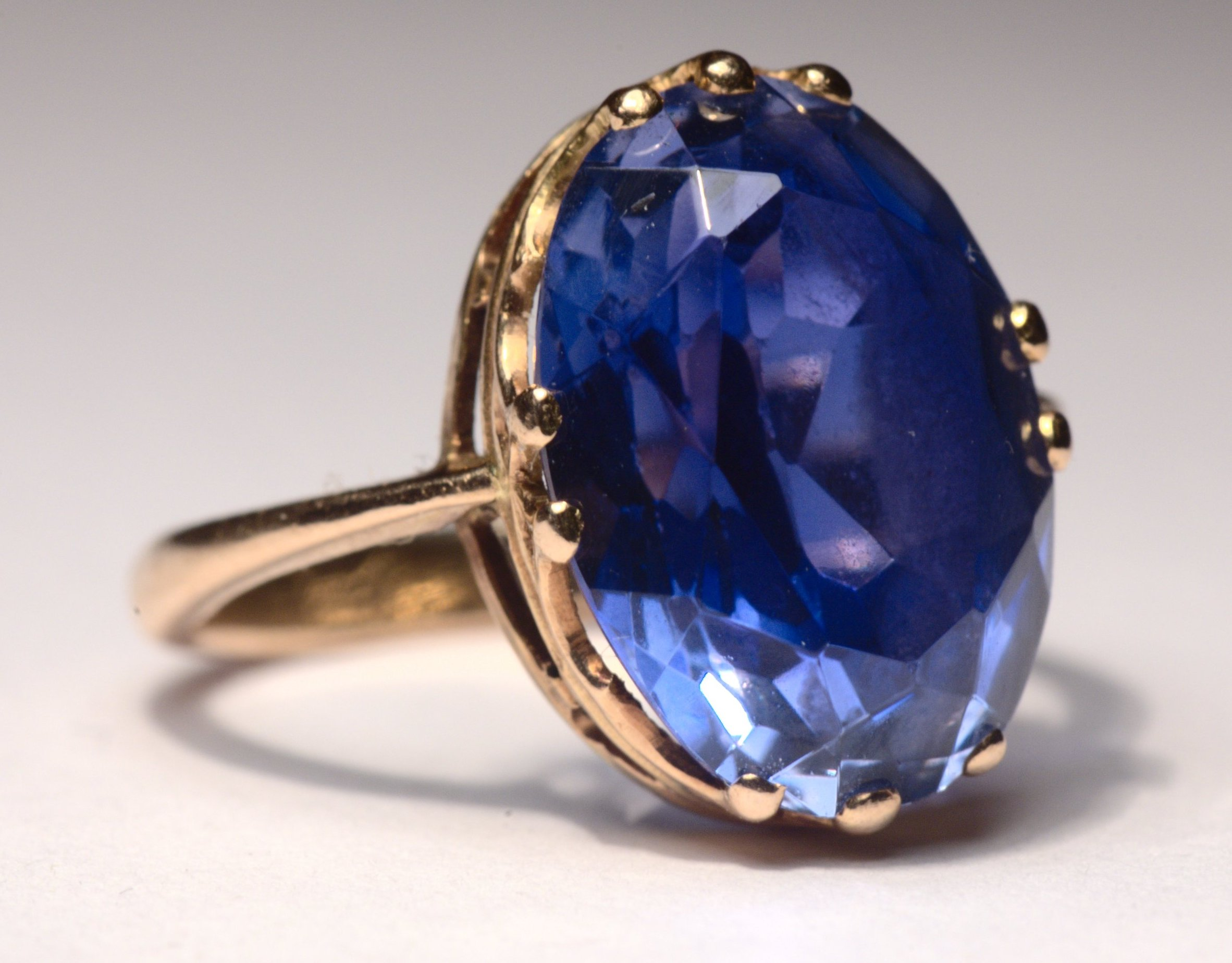
Safír, typický modrý nerost (může však mít i jiné barvy)

Denní obloha má modrou barvu, což je způsobeno Rayleighovým rozptylem světla na molekulách vody.
- jako modrá planeta je označována Země
- tlustá vrstva vody má modrou barvu, protože voda pohlcuje červené světlo (s vlnovou délkou kolem 750 nm). Oproti tomu je těžká voda bezbarvá, neboť absorbuje záření vyšších vlnových délek.
- jako modré, modravé, siné, fialové či lividní jsou označovány tkáně zvláštní barvy způsobené modřinami, podlitinami, cyanózou a hematomem[6][14]
- plejtvák obrovský se v některých jazycích, například angličtině nebo němčině, nazývá modrá velryba[6]
- modrý úplněk, též modrý měsíc, je úplněk který se objevuje v určitém časovém úseku navíc, například druhý během kalendářního měsíce nebo čtvrtý během ročního období

### Společnost a politika
- modré límečky je označení pro příslušníky dělnické třídy živící se manuální prací
- modrá je v některých zemích tradičně barvou policejních uniforem, například ve Spojeném království a ve Spojených státech.[6] V Česku souvisí s modrou barvou uniforem expresivní výraz pro policisty „švestky“, v Rakousku se podobně používá Schlümpfe „šmoulové“[15]
- jako „modrá armáda“ jsou v Česku označováni železničáři.[16]
- pojem „modrá krev“ pro aristokracii vychází ze španělského sangre azul, používaného pro kastilské rodiny které tvrdili že nikdy nebyly smíseny s Maury či Židy, snad odkazují na viditelné modré žíly lidí se světlou pletí.[17]
- v Česku je modrá barvou např. politických stran a hnutí ODS, ANO a SPD.
- Ve Spojeném království je modrá barvou Konzervativní strany, v 17. však byla často používána jako barva whigů, předchůdců Liberální strany[6]
- jako „modrokabátníci“ byli označováni vojáci Unie v americké občanské válce.
- Modrá armáda (Błękitną Armią) byla polská armáda ve Francii během první světové války
- V justici se světle modrou barvou označují taláry pro advokáty.

### Kultura a gastronomie
- modrá je v některých kulturách považována za barvu spojenou se smutkem: v anglicky mluvících zemích, v Německu a také v české lidové kultuře. Toto symbolické spojení se odráží v anglických frázích to feel blue „být smutný, být sklíčený“ a Blue monday „modré pondělí“ a odkazuje snad  představu bolavého srdce pokrytého modřinami.[6][18]
- Modrovous, v originále La Barbe bleue, je francouzská pohádka[6]
- Cordon bleu „modrá stuha“ je francouzské historické kuchařské ocenění a pokrm po něm pojmenovaný[6]
- sýr s modrou plísní, též modrý sýr, je druh sýra[6]
- Modrý portugal je odrůda vinné révy[6]
- modrotisk, tradiční technika potisku textilí
- veneti „modří“ byli jednou z cirkusových frakcí ve starověkém Římě
- modrá, respektive azzurro Savoia „savojská azurová“ je jednou z národních barev Itálie, ta se objevuje především v souvislosti se italskými sportovními týmy, které jsou nazývány azzurri „azuroví“.

### V technice
Poznámka: Tento odstavec popisuje hlavně evropské zvyklosti, neplatí tedy celosvětově.
- Modrá barva bezpečnostního a dopravního značení znamená příkaz (pokud je text nebo symbol na kruhovém pozadí) nebo informaci (pokud je text nebo symbol na pravoúhlém pozadí).
- Modrou barvou jsou označeny vodovodní kohoutky, z nichž teče studená pitná voda.
- Ve stavebních výkresech se modrou barvou značí jednak vedení studené pitné vody, jednak vratné vedení systémů ústředního topení pro topnou vody od otopných těles zpět k vytápěcímu zdroji.
- V barevném značení elektrických kabelů podle standardů IEC se světle modrá barva používá pro identifikaci středního (nulového) vodiče a tmavě modrá barva pro záporný pól stejnosměrné napěťové soustavy. Některé národní normy naopak modrou barvu používají pro kladný pól.
- V barevném značení rezistorů, kondenzátorů a cívek znamená modrá barva číslici 6, toleranci ±0,25 % nebo násobek 10e7.
- V Microsoft Windows se termínem „modrá smrt“ označuje havárie operačního systému, při které se chybové hlášení zobrazí přes celou modře zbarvenou obrazovku.
- Modrá stuha je ocenění udělované lodi, která dosáhne nejrychlejšího času při přeplutí Atlantiku.

### Ostatní
- Na lékařských diagramech se modrou barvou označuje neokysličená krev, resp. žíly, které ji vedou.
- Původ názvu hudebního žánru blues může souviset s pojmenováním modré barvy v angličtině (blue).
- Německá fráze „ins Blaue fahren“ (doslova „jet do modrého“) znamená „jet do neznáma“, bez cíle nebo bez mapy.
- „Velká modrá“ či „Modrá dáma“ je slangové označení firmy IBM.
- „Malá modrá“ je slangové označení firmy Microsoft.

### Modrá v české lidové kultuře

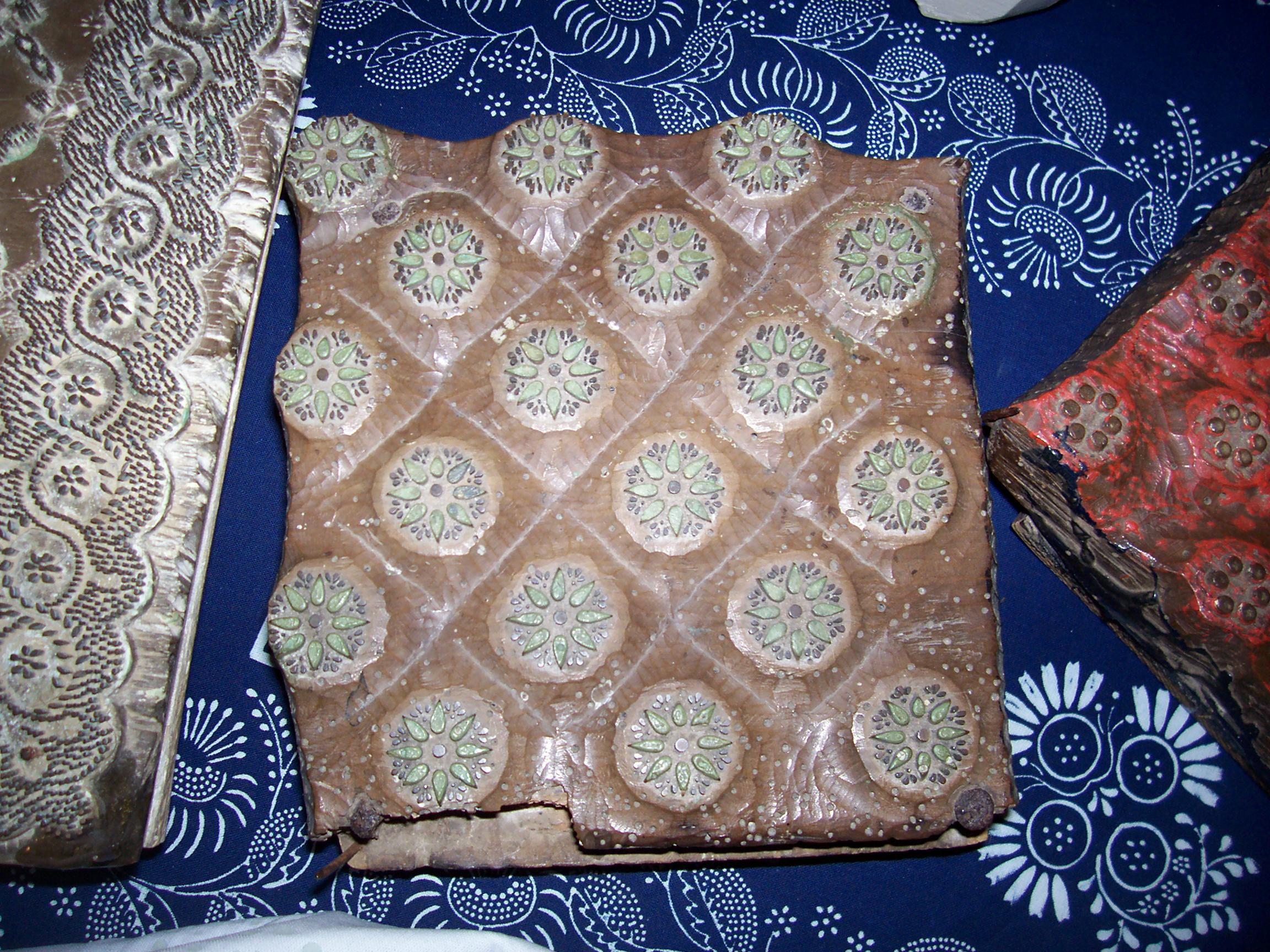
Formy na modrotisk

Modrá byla v české lidové kultuře spojována především se smutkem a smrtí. Byla chápána jako barva podlitin a modřin a v tomto duchu splývala s fialovou, která byla zároveň liturgickou barvou, spojenou především s postním obdobím. Podle podání známého na Moravě a ve východní Čechách neměla mít nevěsta nic modrého, jinak by utržila v manželství modřiny, v Polabí byli modré žilky na spáncích a na čele znamením brzkého úmrtí dítěte a na Moravě a v Posázaví se natíraly rakve mladých lidí na modro. Co se konceptu „chlapecké modré“ týče tak původně byla výbavy dětí obojí pohlaví zdobena červeně, až později pod městských vlivem došlo k rozdělení na dívčí růžovou a chlapeckou modrou. V písních je pak modrá často spojená s nešťastnou láskou, nevěrou či rozchodem, obecně pak i se staropanenstvím a vdovstvím. Modrá stračka, která způsobovala otravy dobytka, byla přirovnávána k muří noze a na modrém šeříku se měl oběsit Jidáš. Etnograf Antonín Václavík modrou symboliku modré barvy vysvětluje kromě podlitin také modrofialovými bouřkovými mraky a modrou či fialovou barvou církevního půstu. Na druhou stranu jasná, sytá a blankytná modř mohla být chápána jako barva pozitivní, spojená s nebem a nadějí.
Kromě splývání modré s fialovou existovaly další terminologické zvláštnosti. Na Vsetínsku byla rozlišována „teplá modrá“ s nádechem do červena jako je indigová nebo kobaltová od méně oblíbené „studené modré“ jako je pruská modř která byla chápána jako „siná“. Na Zlínsku se k modré počítala i „nezralo-jahodová“ zahrnující jemné odstíny růžové, žluté a černé.